# Maria Luisa Guerra
Maria Luisa Guerra (Gualeguaychú, Argentina, 8 de juny de 1869 - Sant Sebastià, 11 de novembre de 1949) fou una pianista argentina.
Als sis anys començà els seus estudis, fent tant ràpids progressos i el seu talent tan decidit, que abans dels set anys prengué part en un concert organitzat a benefici de l'Hospital. Als vui anys fou enviada a Milà per a perfeccionar els estudis i va tenir per mestre en Adolfo Fumagalli, director del Conservatori de Filadèlfia.
Des de Milà es traslladà a Barcelona, on estudià amb Pere Tintorer, i, finalment, amb Carles Vidiella, el qual la presentà al públic de la capital del Principat en un concert organitzat al Saló Bernareggi, i en el que aconseguí un gran èxit.
Més tard es donà conèixer com a inspirada compositora i després el públic de París confirmà el judici que havia merescut Barcelona. Posteriorment donà concerts en diverses poblacions, però no tardà a retirar-se a la vida privada, malgrat els aplaudiments que recollia en tots cantons.